# Face to Face (álbum de Face to Face)
Face to Face é o terceiro álbum de estúdio da banda Face to Face, lançado em 1996.

## Faixas
Todas as faixas por Trever Keith, exceto onde anotado.
1. "Resignation" — 3:48
2. "Walk the Walk" (Keith, Shiflett) — 3:35
3. "Blind" — 2:43
4. "Ordinary" — 2:48
5. "I Won't Lie Down" (Keith, Shiflett) — 3:18
6. "Can't Change the World" — 2:13
7. "Handout" (Keith, Shiflett) — 3:37
8. "Everything's Your Fault" — 2:49
9. "Take It Back" — 2:59
10. "Complicated" (Keith, Yaro) — 4:02
11. "Put You in Your Place" — 3:42
12. "Falling" — 3:01

## Desempenho nas paradas musicais
| Parada musical (1996)            | Posição |
| -------------------------------- | ------- |
| Estados Unidos - Top Heatseekers | 5       |

## Créditos
- Trever Keith — Guitarra, vocal
- Chad Yaro — Guitarra, vocal de apoio
- Matt Riddle — Baixo, vocal de apoio
- Rob Kurth — Bateria, vocal de apoio